# Chlorocoma vulnerata
Chlorocoma vulnerata är en fjärilsart som beskrevs av Butler 1882. Chlorocoma vulnerata ingår i släktet Chlorocoma och familjen mätare. Inga underarter finns listade i Catalogue of Life.